# Fabián (přírodní rezervace)
Fabián je přírodní rezervace a evropsky významná lokalita Natura 2000 v oblasti Jindřichohradecka jihovýchodním směrem od obce Příbraz a jihozápadně od obce Lásenice v okrese Jindřichův Hradec. Oblast spravuje Agentura ochrany přírody a krajiny ČR. Rezervace byla vyhlášena v roce 1974 a její rozloha činí 22 ha. Důvodem ochrany je snaha a zachování smíšeného lesa podhorských dubových a acidofilních bučin rostoucích na skalnatých stráních kopců Homolka a Fabián a na ně navázaných společenstev rostlin a živočichů.
Rezervace není přímá součást chráněné krajinné oblasti Třeboňsko, ale spadá pod její správu. V současnosti je ponechána bez zásahů.

## Historie
Nejstarší zmínky o hospodaření pocházejí z 13. století, kdy byla oblast využívána výhradně k lovu. V pozdější minulosti byla oblast využívána jako hospodářský les, avšak způsobem, který příliš nenarušoval přírodní poměry. První zmínky o ochraně pocházejí z dob působení hraběte Černína, který údajně zavedl ochranu porostu na vrcholu Homolky v polovině 19. století. Rezervace byla v 19. století obhospodařována čtyřmi generacemi rodů Wachtlů, bývalých správců černinského panství. Jiří Ferdinand Wachtel zavedl severosečné hospodaření s monokulturou rychle zmlazujícího smrku. Po negativních zkušenostech později Jiří Václav začal prosazovat smíšený les s nerovnoměrnou věkovou strukturou. Za komunistického režimu ve 20. století byla lokalita veřejnosti nepřístupná jakožto pohraniční pásmo. Porosty byly již několik desítek let před vyhlášením rezervace ponechány přirozenému vývoji.

## Lokalita
Rezervace je součástí rozsáhlého lesního komplexu Dubovice, který plynule přechází od třeboňských lesů až do Rakouska. V okolí rezervace se nachází smíšené lesy s vysokým zastoupením buku, modřínu, borovicí a smrku.

## Přírodní poměry

### Geologie
Nejvyšší hřbet Homolka (615 m n. m.) plochého tvaru se nachází na kyselém žulovém podloží tvořeného hrubozrnnou muskovito-biotitickou žulou. Vrcholem Homolky vede žíla pegmatitu. Deskovitě se rozpadající skalnatý vrchol Homolky je důkazem silného působení větrů v minulosti. V horních vrstvách se vyskytují mohutné nánosy písku zanesených až ke hřbetu Homolky. V periglaciálním období se uvnitř hřbetu vytvořily mrazové sruby a skály.

### Flóra
Lesní porost má přirozenou věkovou strukturu s převažující střední vegetací ve věku 120 až 150 let. Nejstarší stromový porost dosahuje věku až 220 let. Rezervace je ponechána přirozenému vývoji, pouze na okrajích se odstraňují smrkové nálety pro snazší obnovu listnatých dřevin. Vegetace je tvořena porosty květnatých bučin, např. as. Dentario enneaphylli-Fagetum, Festuco altissimae-Fagetum. Stromovému patru dominuje buk lesní (Fagus sylvatica), hojně se vyskytuje smrk ztepilý (Picea abies), dub zimní (Quercus petraea) javor klen (Acer pseudoplatanus), jedle bělokorá (Abies alba), javor mléč (Acer platanoides). Převažuje střední vegetace lesa průměrného věku přibližně 100 let.
V bylinném patře nalezneme bukovník kapraďovitý (Gymnocarpium dryopteris), kapraď rakouskou (Dryopteris carthusiana), kapraď rozloženou (Dryopteris dilatata), svízel vonný (Galium odoratum), strdivku nicí (Melica nutans), bažanku vytrvalou (Mercurialis perennis), čarovník prostřední (Circaea intermedia), kokořík mnohokvětý (Polygonatum multiflorum), věsenku nachovou (Prenanthes purpurea), violku lesní (Viola reichenbachiana), kostřavu lesní (Festuca altissima), dále acidofilní metličku křivolakou (Avenella flexuosa), třtinu chloupkatou (Calamagrostis villosa), ostřici třeslicovitou (Carex brizoides), pstroček dvoulistý (Maianthemum bifolium), biku chlupatou (Luzula pilosa), biku bledavou (Luzula pallescens) a osladič obecný (Polypodium vulgare).

### Mykoflóra
V lesním porostu se nachází celá řada saprofytických hub, např. vzácný druh helmovky (Mycena fagetorum), kalichovka leptoniová (Omphalina epichysium), korálovec bukový (Hericium ramosum), korálovec jedlový (Hericium flegellum), liška Friesova (Cantharellus friesii), plaménka šikmá (Flammulaster limulatus), štíťovka Thomsonova (Pluteus Thomsonii) a mozkovka rosolovitá (Ascotremella faginea).

### Fauna
Na tlející dřevo je vázán mol chorošový (Scardia boletella) a několik druhů dvoukřídlého hmyzu, např. octomilky (Chymomyza fuscimana), (Ch. caudatula), sýrohlodka (Mycetaulus bipunctatus), ve vlhčím prostředí se vyskytuje číhalka (Rhagio maculatus) a bráněnka (Nemothelus pantherinus). Z brouků je významný např. tesařík (Oxymirus cursor), krasec (Dicerca berolinensis) a květiník (Anidorus nigrinus). Také zde žije křís, kornatka (Issus coleoptratus). Mezi typické ptáky oblasti, kteří se váží na staré listnaté porosty, patří žluna šedá (Picus canus), lejsek malý (Ficedula parva), holub doupňák (Columba oeneas), sýkora babka (Parus palustris) a dlask tlustozobý (Coccothraustes coccothraustes). V oblasti hnízdí výr velký (Bubo bubo), kulíšek nejmenší (Glaucidium passerinum), čáp černý (Ciconia nigra) a kriticky ohrožený orel mořský (Haliaeetus albicilla).

## Hospodaření
V současnosti je lokalita ponechána bez zásahů. Největší ohrožení představuje selektivní okus spárkatou zvěří a rychle zmlazující smrkové nálety na okrajích rezervace přitahující dřevokazný hmyz a omezující přirozenou obnovu původních porostů. Nepříznivá je i fragmentace přirozených lesních porostů tvořících maloplošné mozaiky smrkových monokultur a smíšených porostů.